# Выдра в Беларуси
Выдра для Белоруссии — аборигенный полуводный вид млекопитающих.

## Современная популяция
В Белоруссии это обычный вид, но более плотно заселяет водные экосистемы в северных и центральных районах.
Популяция выдры на 2020 год оценивается в 4,7 тысячи особей.

### Содержание в неволе
Выдры живут в Гродненском зоопарке.

## Биология
Более широкое распространение выдры в северной части республики обусловлено наличием там большого количества озёр, богатых рыбой — основным её кормом. Выдры Беларуси относятся к номинальному подвиду Lutra lutra.
Оптимальные условия проживания выдры в Белоруссии создаются на медленно текущих средних реках со средне- и слабообводненными поймами, а также на быстробегущих малых реках со среднезаболоченными поймами.
Взаимоотношения выдры с аборигенной европейской норкой достаточно нейтральные, поскольку они относительно разделили ресурсы и мало конкурируют. Но американская норка, переселившаяся в Белоруссию в 1950-х годах, подвергается экологическому давлению со стороны выдры.

## Охрана
Выдра в Белоруссии не охраняется, охота на неё разрешена с сентября по март.